# Halim Giray
Halim Giray, född 1689, död 1759, var Krimkhanatets khan mellan 1756 och 1758. 